# Parc sauvage Willmore
Le parc sauvage Willmore (Willmore Wilderness Park) est un parc provincial de l'Alberta de 4 000 km² situé au nord du parc national de Jasper. Il n'y a pas de route, de pont ou d'infrastructure dans le parc. On peut cependant loger dans l'une des nombreuses cabanes situées dans le parc.
On y accède par la route 40 à partir de Grande Cache et l'une des quatre zones de rassemblement: Sulphur Gates, Cowlick Creek, Berland River and Rock Lake. Les véhicules motorisés ne sont pas permis dans le parc, on peut s'y déplacer à pied, à cheval, à vélo de montagne ou à ski.
On y retrouve un autre point de préparation au sud-est du parc, à Hinton.

## Géographie
Le parc sauvage Willmore est situé entièrement dans le district d'amélioration No 25 en Alberta (Canada). Il a une superficie de 4 596,71 km2. Il partage ses limites avec le parc national de Jasper au sud, le parc provincial Kakwa et le parc provincial sauvage Kakwa au nord-ouest, l'aire provinciale de loisir Sulfur Gates au nord et le parc provincial Rock Lake (en) et le parc provincial sauvage Rock Lake-Solomon Creek à l'est. Avec les deux parcs Kakwa, il forme le parc interprovincial Kakwa-Willmore.

## Conservation
Le parc protège une population importante de chèvre de montagnes et de mouflon canadien (environ 20 % de la population albertaine). Les autres espèces de mammifères sont le grizzli, le caribou, le wapiti, le cerf, le couguar et le loup. Le coyote, le carcajou, le lynx du Canada et l'ours noir sont aussi présents dans l'étage subalpin, alors que la marmotte, le pika d'Amérique, le lagopède se retrouvent au niveau de l'étage alpin.
L'étage subalpin a une flore composée d'épinette blanche, de pin tordu, de sapin baumier et de peuplier. 
On y  retrouve des lieux de sépultures amérindiens à Big Grave Flats, ainsi que d'anciennes mines de charbon et des cabanes.

## Activités
Les activités de loisirs du parc comprennent le camping, la randonnée pédestre, l'équitation, le vélo tout terrain, et le ski de fond. La pêche sportive de l'omble à tête plate est permise seulement si l'on relâche le poisson. Il est possible de faire du canoë-kayak et du rafting sur la rivière Smoky.
Aucun véhicule motorisé n'est autorisé dans le parc.

## Administration
Le parc est administré par les Affaires municipales Alberta (comme le district d'amélioration No 25) et est géré par le ministère de l'Environnement et des Parcs comme parc sauvage.